# Großer Preis der Stadt Leipzig im Steherrennen
Das Radrennen Großer Preis der Stadt Leipzig im Steherrennen war eine Radsportveranstaltung in der sächsischen Stadt Leipzig. Es war ein Wettbewerb im Bahnradsport, der als Steherrennen ausgetragen wurde.

## Geschichte
Der Große Preis der Stadt Leipzig im Steherrennen (auch Preis der Stadt Leipzig) wurde 1905 in der Hochzeit der Steherrennen in Deutschland zum ersten Mal ausgetragen. Viele der späteren Sieger wurden in ihrer Laufbahn als Steher Weltmeister und Europameister. Veranstaltungsorte waren verschiedene Radrennbahnen in Leipzig.
Das Rennen variierte in der Distanz im Lauf der Jahre. Bis 1958 wurden 100 Kilometer oder 75 Kilometer im Finale, ab 1960 50 Kilometer gefahren. In einigen späteren Jahren waren es auch wieder 75 Kilometer. Der Erste Weltkrieg und der Zweite Weltkrieg unterbrachen jeweils die Tradition des Rennens. 1924 wurde das Rennen nicht ausgetragen, obwohl die Fahrer vor Ort waren, finanzielle Streitigkeiten führten zu einer Absage. Von 1948 bis 1950 fand ersatzweise ein Zweier-Mannschaftsfahren als Großer Preis statt, da Leipzig zu dieser Zeit über keine geeignete Bahn für Steherrennen verfügte. 1970 verhinderte ein Dauerregen das Rennen. Die Stadt Leipzig zahlte bis 1913 dem Gewinner des Rennens mit 3.000 Mark in Goldstücken das höchste Preisgeld, das bis dahin weltweit im Steherrennen ausgelobt worden war.
Der Große Preis der Stadt Leipzig im Steherrennen war von 1905 bis 1938 für Berufsfahrer offen, ebenso die Ersatzveranstaltung von 1948 bis 1950. Von 1951 bis 1992 starteten nur Amateure, ab 1993 Radrennfahrer der Eliteklasse. Ab 1951 wurde der Große Preis in der Regel in mehreren Läufen ausgetragen. In den 1960er Jahren fand das Finale dann über 50 Kilometer statt.
Die Bahn, die 1951 den Namen Alfred-Rosch-Kampfbahn erhielt, wurde 1994 in Leipziger Radrennbahn umbenannt, der Name Radrennbahn Leipzig setzte sich aber als Bezeichnung durch. Im Jahr 2008 war der Große Preis der Stadt Leipzig im Steherrennen mit der 79. Ausgabe das älteste noch ausgetrage Steherrennen der Welt.
Der Große Preis war auch von schweren Stürzen nicht verschont. 1906 kollidierte Thaddäus Robl mit dem Schrittmacher von Henri Contenet und stürzte schwer. Dabei erlitt er vielfache Knochenbrüche. 1967 wurde der Wettbewerb nach einem schweren Sturz von Michail Markow bei Kilometer 52 abgebrochen. Markow und vier Zuschauer wurden dabei zum Teil schwer verletzt und Markow zum Sieger deklariert.
Von 1923 bis 1928 wurde auch ein Großer Preis der Stadt Leipzig im Sprint ausgetragen. Zu den Siegern gehörten Robert Spears, Lucien Michard, Avanti Martinetti und Ernst Kaufmann. Der Große Preis der Stadt Leipzig im Steherrennen hatte 80 Austragungen.

## Palmarès
- 1905  Piet Dickentman
- 1906  Piet Dickentman
- 1907  Peter Günther
- 1908  Arthur Vanderstuyft
- 1909  Paul Guignard
- 1910  Paul Guignard
- 1911  Peter Günther
- 1912  Peter Günther
- 1913  Robert Walthour
- 1914  Karl Saldow
- 1915–1918 nicht ausgetragen
- 1919  Karl Saldow
- 1920  Karl Wittig
- 1921  Emil Lewanow
- 1922  Emil Lewanow
- 1923  Jean Rosellen
- 1924 nicht ausgetragen
- 1925  Walter Sawall
- 1926  Gustave Ganay
- 1927  Karl Saldow
- 1928  Paul Krewer
- 1929  Emil Lewanow
- 1930  René Maronnier
- 1931  Hermann Hille
- 1932  Hermann Hille
- 1933  Erich Metze
- 1934  Hermann Hille
- 1935  Erich Metze
- 1936  Erich Metze
- 1937  Erich Metze
- 1938  Walter Lohmann
- 1939–1947 nicht ausgetragen
- 1948  Rudi Mirke/Hans Preiskeit
- 1949  Rudi Mirke/Hans Kaune
- 1950  Willy Gruß/Heinz Günther
- 1951  Fritz Heinrich
- 1952  Gerd Thiemichen
- 1953–1954 nicht ausgetragen
- 1955  Bruno Zieger
- 1956  Fritz Heinrich
- 1957  Bruno Zieger
- 1958  Fritz Heinrich
- 1959  Heinz Wahl
- 1960  Georg Stoltze
- 1961  Rudi Mähl
- 1962–1964 nicht ausgetragen
- 1965  Egon Adler
- 1966  Egon Adler
- 1967  Michail Markow
- 1968  Michail Markow
- 1969  Erhard Hancke
- 1970 nicht ausgetragen
- 1971  Willi Czudeck
- 1972  Wolfgang Schmelzer
- 1973  Benny Herger
- 1974  Michail Markow
- 1975  Karl Kaminski
- 1976–1979 nicht ausgetragen
- 1980  Günter Gottlieb
- 1981  Günter Gottlieb
- 1982  Günter Gottlieb
- 1983  Ronald Hempel
- 1984  Günter Gottlieb
- 1985  Jens Kunath
- 1986  Jörg Flohrer
- 1987  Ralf Keller
- 1988  Ralf Keller
- 1989  Ralf Keller
- 1990  Ralf Keller
- 1991  Holger Ehnert
- 1992  Carsten Podlesch
- 1993  Ralf Keller
- 1994  Jens Veggerby
- 1995  Carsten Podlesch
- 1996  Ralf Keller
- 1997 nicht ausgetragen
- 1998  Ralf Keller
- 1999  Ralf Keller
- 2000  Hanskurt Brand
- 2001  Carsten Podlesch
- 2002  Stefan Klare
- 2003  Carsten Podlesch
- 2004  Peter Jörg
- 2005  Timo Scholz
- 2006  Timo Scholz
- 2007  Florian Fernow
- 2008  Timo Scholz
- 2009  Timo Scholz